# 火口原

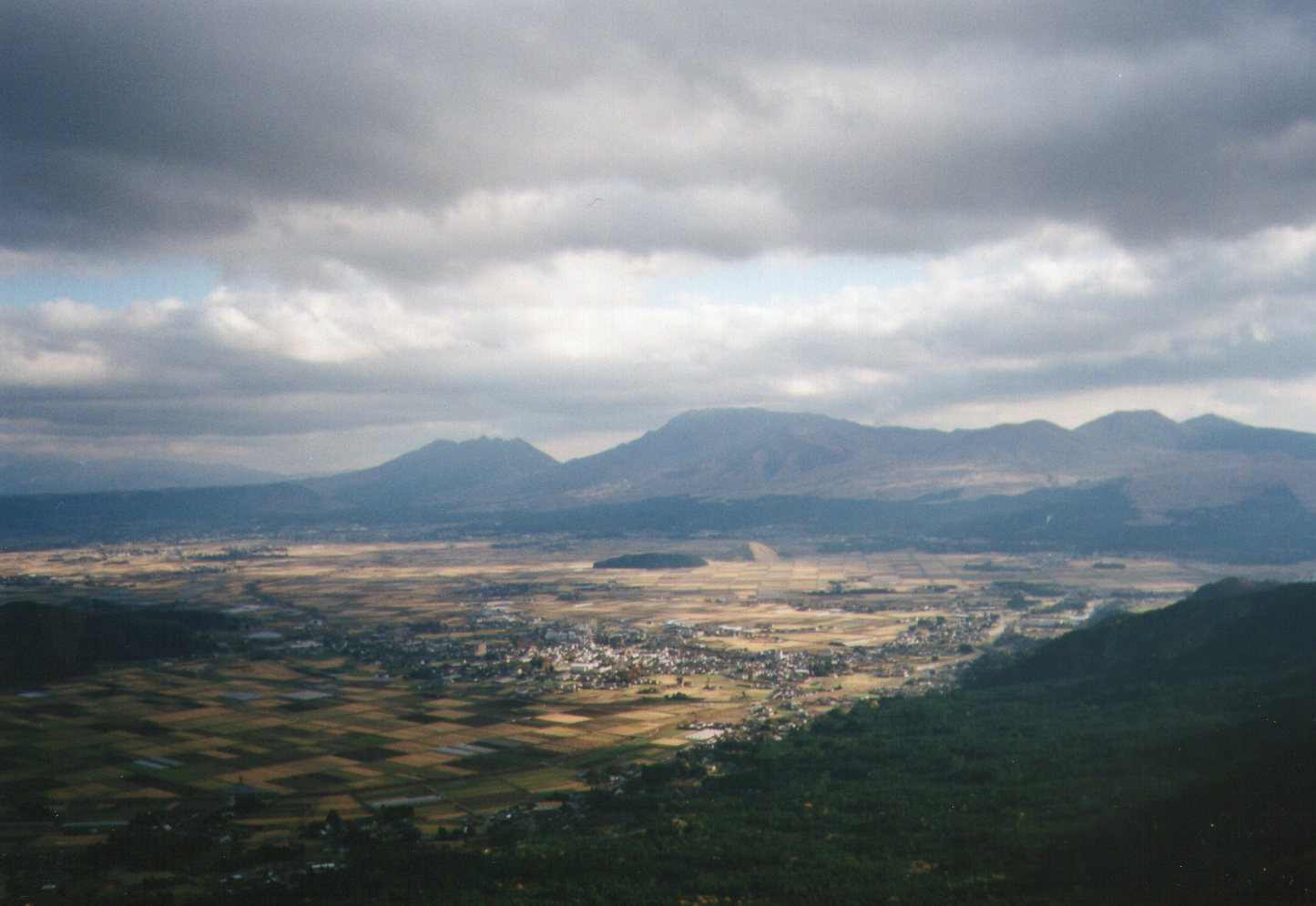
阿蘇外輪山内側と中央火口丘の間に広がる火口原（1999年11月）。

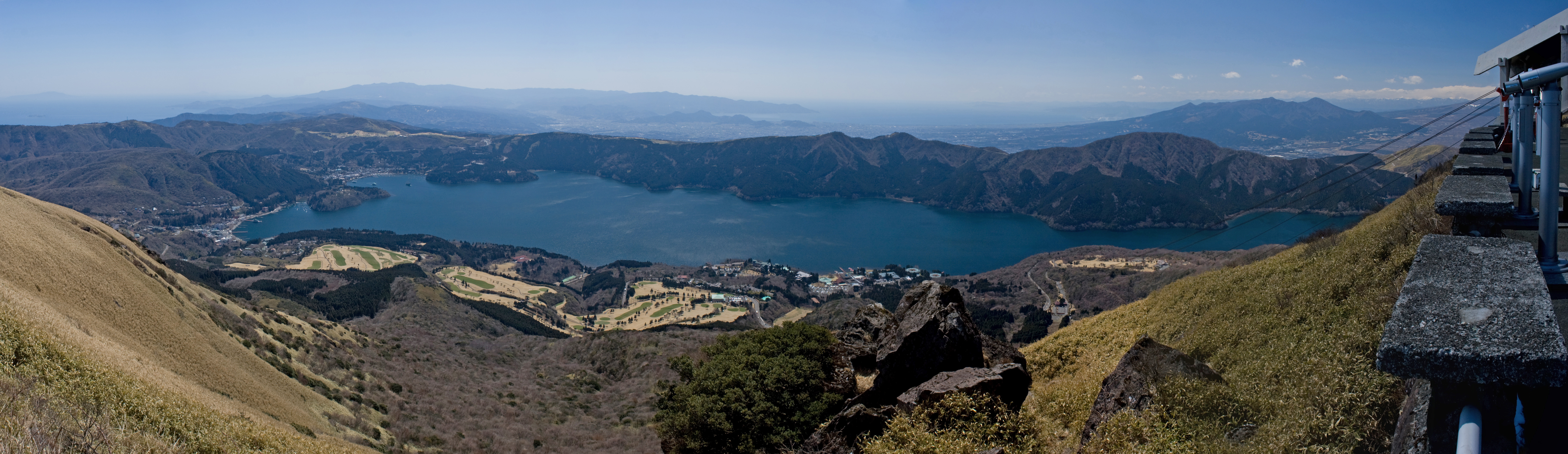
箱根カルデラに広がる火口原湖の芦ノ湖。

火口原（かこうげん）は火山の火口やカルデラ内の平坦部をさす。カルデラの周囲（外輪山）と、カルデラの内側にできた中央火口丘とのあいだに広がるのが一般的である。

## 火口原湖
カルデラ内の平坦部（火口原）の一部に水が湛えられると火口原湖となる。これに対し、火口そのものに水が溜まってできると火口湖という。どちらも広義にはカルデラ湖である。

## 日本の典型的な火口原
神奈川県の箱根火山カルデラにある仙石原や、熊本県の阿蘇カルデラ内にある阿蘇谷、南郷谷などがあげられる。